# 石津泰志
石津 泰志（いしづ やすし）は、日本のメカニックデザイナー・アニメーター。スタジオぬえ出身で、1980年代から数々のSFアニメ作品においてメカニックデザインを担当。近年では『宇宙戦艦ヤマト』シリーズのメカデザインを手がける。またゲーム業界にも進出し、『Panzer Front』シリーズなどのゲーム監督も務めた。

## 略歴
1980年代初頭にスタジオぬえの前身であるクリスタルアートスタジオ主催のワークショップ参加をきっかけに業界入り。『黄金戦士ゴールドライタン』（1981年）で敵メカデザイン補佐としてデビュー後、『超時空世紀オーガス』（1983年）で宮武一貴、千葉昌宏らと本格的にメカデザイナーとして活動を開始した。
1984年の『超時空要塞マクロス 愛・おぼえていますか』、1985年『ダーティペア』OVA作品、1987年『破邪大星ダンガイオー』などでメカニカルデザインを担当。1989年『機動戦士ガンダム0080 ポケットの中の戦争』、1991年『機動戦士ガンダム0083 STARDUST MEMORY』にも参加している。
1990年代はゲーム業界に転向。『Panzer Front』シリーズの監督として約7年間活動した。この期間はほとんど作画を行わなかったというが、『天外魔境II 卍MARU』（1992年）や『ヴェルデセルバ戦記 翼の勲章』（1997年）などにも関与した。
2000年代後半に出渕裕の誘いを受けアニメ業界に復帰。2007年の『地球へ…』にメカニカルデザイナーとして参加。2012年の『宇宙戦艦ヤマト2199』では特にガミラス帝国の艦艇を中心にデザインを担当し、その緻密なリアリティあるデザインが高く評価された。以降、『宇宙戦艦ヤマト2202 愛の戦士たち』、『宇宙戦艦ヤマト2205 新たなる旅立ち』などヤマトシリーズの主要メカデザイナーとなっている。

## 主な参加作品

### テレビアニメ・OVA
- 『黄金戦士ゴールドライタン』（1981年）
- 『超時空世紀オーガス』（1983年）
- 『超時空要塞マクロス 愛・おぼえていますか』（1984年）
- 『ダーティペア』シリーズ（1985年-1987年）
- 『破邪大星ダンガイオー』（1987年）
- 『クラッシャージョウ 氷結監獄の罠』（1989年）
- 『機動戦士ガンダム0080 ポケットの中の戦争』（1989年）
- 『機動戦士ガンダム0083 STARDUST MEMORY』（1991年-1992年）
- 『地球へ…』（2007年）
- 『宇宙戦艦ヤマト2199』（2012年）
- 『宇宙戦艦ヤマト2202 愛の戦士たち』（2017年）
- 『宇宙戦艦ヤマト2205 新たなる旅立ち』（2021年）
- 『ヤマトよ永遠に REBEL3199』（2024年）

### ゲーム
- 『天外魔境II 卍MARU』（1992年）
- 『ヴェルデセルバ戦記 翼の勲章』（1997年）
- 『Panzer Front』シリーズ（1999年～2004年）